# Rhinophis porrectus
Espèce
Rhinophis porrectus est une espèce de serpents de la famille des Uropeltidae. 

## Répartition
Cette espèce est endémique des provinces du Nord-Ouest et du Centre au Sri Lanka.

## Description
L'holotype de Rhinophis porrectus mesure 355 mm. Cette espèce présente une tête et des yeux très petits. Son corps est très allongé avec une queue courte.

## Étymologie
Son nom d'espèce vient du latin porrectus, « étiré », lui a été donné en référence à sa morphologie.

## Publication originale
- Wall, 1921 : Ophidia Taprobanica or the Snakes of Ceylon. Colombo Museum, Colombo, p. 1-581 (texte intégral).